# Dan Bongino
Daniel John Bongino (New York, 4 dicembre 1974) è un conduttore televisivo, funzionario e politico statunitense.
Ex agente di polizia e dei servizi segreti americani, ha raggiunto fama nazionale grazie al libro autobiografico Life Inside the Bubble, in cui raccontava le sue vicende di guardia del corpo presidenziale. Dopo aver tentato la carriera politica, mancando due volte l'ingresso al Senato, si è affermato come commentatore politico, noto per le sue opinioni conservatrici e spesso controverse. Ha condotto il programma Unfiltered with Dan Bongino su Fox News fino ad aprile 2023. In seguito ha condotto The Dan Bongino Show su Rumble. Il 23 febbraio 2025 è stato nominato vice-direttore dell'FBI dal presidente Donald Trump

## Biografia
Nato e cresciuto nel Queens da una famiglia di origini italiane, Bongino si è diplomato nel 1992 alla Archbishop Molloy High School, una scuola superiore cattolica maschile a Jamaica, nel Queens. Ha frequentato il Queens College, ottenendo un bachelor e un master in psicologia. Ha anche conseguito un Master in Business Administration presso la Pennsylvania State University.
Dal 1995 al 1999 ha lavorato come agente di polizia presso il New York City Police Department..
Nel 1999 è entrato a far parte dell'United States Secret Service in qualità di agente speciale. Nel 2006, durante il secondo mandato di George W. Bush viene assegnato alla divisione incaricata di proteggere il Presidente. Ha mantenuto il ruolo anche durante la presidenza di Barack Obama, dimettendosi poi nel 2011 per dedicarsi alla carriera politica. Nel 2012 si è candidato come rappresentante repubblicano per un posto al senato nel Maryland. Riuscì a vincere le primarie, per poi perdere nettamente contro il candidato democratico Ben Cardin. Nel 2013 ha pubblicato il suo libro di memorie Life Inside the Bubble in cui racconta le sue esperienze nella protezione dei presidenti George W. Bush e Barack Obama, nell'indagine sui crimini federali e nell'organizzazione di una campagna per il Senato degli Stati Uniti. Nel 2014 riprova a candidarsi per un posto al senato, perdendo nuovamente contro il candidato democratico John Delaney. Nel gennaio 2016 ha pubblicato un secondo libro, The Fight: A Secret Service Agent's Inside Account of Security Failings and the Political Machine.
Grazie alla fama ottenuta con i libri Bongino, nella seconda metà degli anni dieci è spesso invitato nei programmi radiofonici e sulla rete televisiva Fox News come commentatore politico, sostenendo posizioni fortemente conservatrici e rilanciando spesso teorie del complotto come quella dello Spygate. Nel novembre 2020, poco prima delle elezioni presidenziali, il New York Times lo ha inserito fra i cinque maggiori diffusori di fake news della campagna elettorale.